# Sarah Madeleine
Pour les articles homonymes, voir Madeleine.
Sarah Madeleine (née le 20 septembre 1998 à Melun) est une athlète française spécialiste du cross-country et des courses de demi-fond.

## Biographie
Sarah Madeleine est médaillée de bronze du 1 500 mètres aux Championnats de France d'athlétisme en salle 2022 à Miramas, et médaillée d'argent de la même épreuve aux Championnats de France d'athlétisme en salle 2023 à Aubière.
Elle dispute les Championnats d'Europe de cross-country 2023 à Bruxelles, remportant la médaille d'or du relais mixte avec Alexis Miellet, Bérénice Cleyet-Merle et Antoine Senard.
Le 5 janvier 2025, en finissant la course Prom’Classic de Nice en 31 min 15 s, elle égale le record de France du 10 kilomètres établi par le 29 décembre 2019 par Liv Westphal.

## Palmarès
| Date | Compétition                            | Lieu      | Résultat | Épreuve      | Temps          |
| ---- | -------------------------------------- | --------- | -------- | ------------ | -------------- |
| 2023 | Championnats d'Europe de cross-country | Bruxelles | 1re      | Relais mixte | 19 s 44        |
| 2024 | Championnats d'Europe                  | Rome      | 8e       | 5 000 m      | 15 min 02 s 56 |

| Date | Compétition                     | Lieu    | Résultat | Épreuve      | Temps          |
| ---- | ------------------------------- | ------- | -------- | ------------ | -------------- |
| 2022 | Championnats de France en salle | Miramas | 3e       | 1 500 mètres | 4 min 20 s 66  |
| 2023 | Championnats de France en salle | Aubière | 2e       | 1 500 mètres | 4 min 15 s 78  |
| 2024 | Championnats de France          | Angers  | 1re      | 5 000 mètres | 15 min 44 s 88 |
| 2025 | Championnats de France en salle | Miramas | 1re      | 3 000 mètres | 9 min 15 s 79  |